# 8044 Цутіяма
8044 Цутіяма (8044 Tsuchiyama) — астероїд головного поясу, відкритий 28 грудня 1994 року.
Тіссеранів параметр щодо Юпітера — 3,515.
Названо на честь Цутіями (яп. つちやま(土山) цутіяма).